# Giselle González Salgado
Pour les articles homonymes, voir González et Salgado.
Giselle González Salgado, dite Giselle González, née le 31 mai 1969 à Mexico, est une productrice de télévision mexicaine.

## Filmographie

### Assistante de production
- 1991 : Alcanzar una estrella II

### Coordinatrice de production
- 1992 : Baila conmigo

### Productrice associée
- 1996 : Le sombra del otro
- 1997-1998 : Huracán
- 2000 : No contaban con mi astucia
- 2000 : Locura de amor
- 2001-2002 : Le Jeu de la vie
- 2003-2004 : CLAP

### Productrice exécutive
- 2006-2007 : Amor mío avec Roberto Gómez Fernández
- 2008-2009 : Alma Hire avec Roberto Gómez Fernández
- 2010-2011 : Para volver a amar avec Roberto Gomez Fernandez[1]
- 2012 : Cachito de cielo avec Roberto Gómez Fernández[2]
- 2014-2015 : Ils n'ont pas de devoirs
- 2016-2017 : La candidata